# Kyrkornas värld
Kyrkornas värld var en tidskrift som ga s ut under åren 1960-1963 av bokförlaget Skandinavisk Kultursamling AB. Den var den svenska motsvarigheten till den danska Kirkens Verden och handlande om kristendomen i historia och nutid.